# Ralf Friedrich (Politiker)
Ralf Friedrich (* 9. Februar 1940 in Leipzig) ist ein deutscher Professor für Automatisierung und Regelungstechnik. Er war für die SPD von 1994 bis 2004 Präsident der Bürgerschaft der Hansestadt Rostock.

## Leben
Nach einer Lehre von 1954 bis 1957 als Funkmechaniker im VEB Funkwerk Leipzig arbeitete Ralf Friedrich bis 1958 in seinem Lehrbetrieb und im VEB Geophysik Leipzig. Von 1958 bis 1968 folgten Tätigkeiten als Physiklaborant, Techniker und Arbeitsgruppenleiter am Institut für stabile Isotope der Akademie der Wissenschaften Leipzig. Nachdem Ralf Friedrich 1961 an der Abendoberschule Leipzig das Abitur abgelegt hatte, studierte er bis 1968 im Fernstudium Technische und Biomedizinische Kybernetik an der Technischen Hochschule Ilmenau und erhielt 1968 das Diplom.
Von 1968 bis 1985 war Friedrich wissenschaftlicher Assistent und Oberassistent an der Sektion Technische Elektronik der Universität Rostock und hier von 1985 bis 1991 Hochschuldozent für Automatisierung von Schiffsmaschinen und -anlagen. 1974 promovierte er zum Dr.-Ing. mit der Arbeit Nicht-Gausssche Prozesse in der Informationstechnik: ein Beitrag zur Signalerkennung beim Vorliegen nicht-Gaussscher Störungen. Seine Habilitation zum Dr. sc. techn. erfolgte 1984 mit der Arbeit Störstabile Identifikation dynamischer Systeme mit Mikrorechner.
Von 1991 bis 1992 übernahm er eine Vertretung der Professur für Regelungstechnik an der Technischen Universität Hamburg-Harburg. Zur selben Zeit war Ralf Friedrich Gründungsdekan des Fachbereichs Elektrotechnik der Fachhochschule Stralsund. 1992 bis 2006 hatte er eine Professur für Regelungstechnik an der Rostocker Universität, gleichzeitig (1993 bis 2008) einen Lehrauftrag an der Technischen Universität Hamburg-Harburg. 
2006 wurde er emeritiert.

## Politische Tätigkeit
Seit 1990 war Ralf Friedrich Mitglied der Bürgerschaft der Hansestadt Rostock und von 1990 bis 1994 Erster Vizepräsident der Bürgerschaft. 1994 wurde er zum Präsidenten der Bürgerschaft gewählt. Diese Funktion bekleidete er bis 2004.

## Ehrungen
- 2004: Bundesverdienstkreuz am Bande